# Thoe paradoxa
Thoe paradoxa is een soort in de taxonomische indeling van de ribkwallen (Ctenophora). 
De kwal behoort tot het geslacht Thoe en behoort tot de familie Cydippida incertae sedis. De wetenschappelijke naam van de soort werd voor het eerst geldig gepubliceerd in 1879 door Chun.